# 馬込の三本松

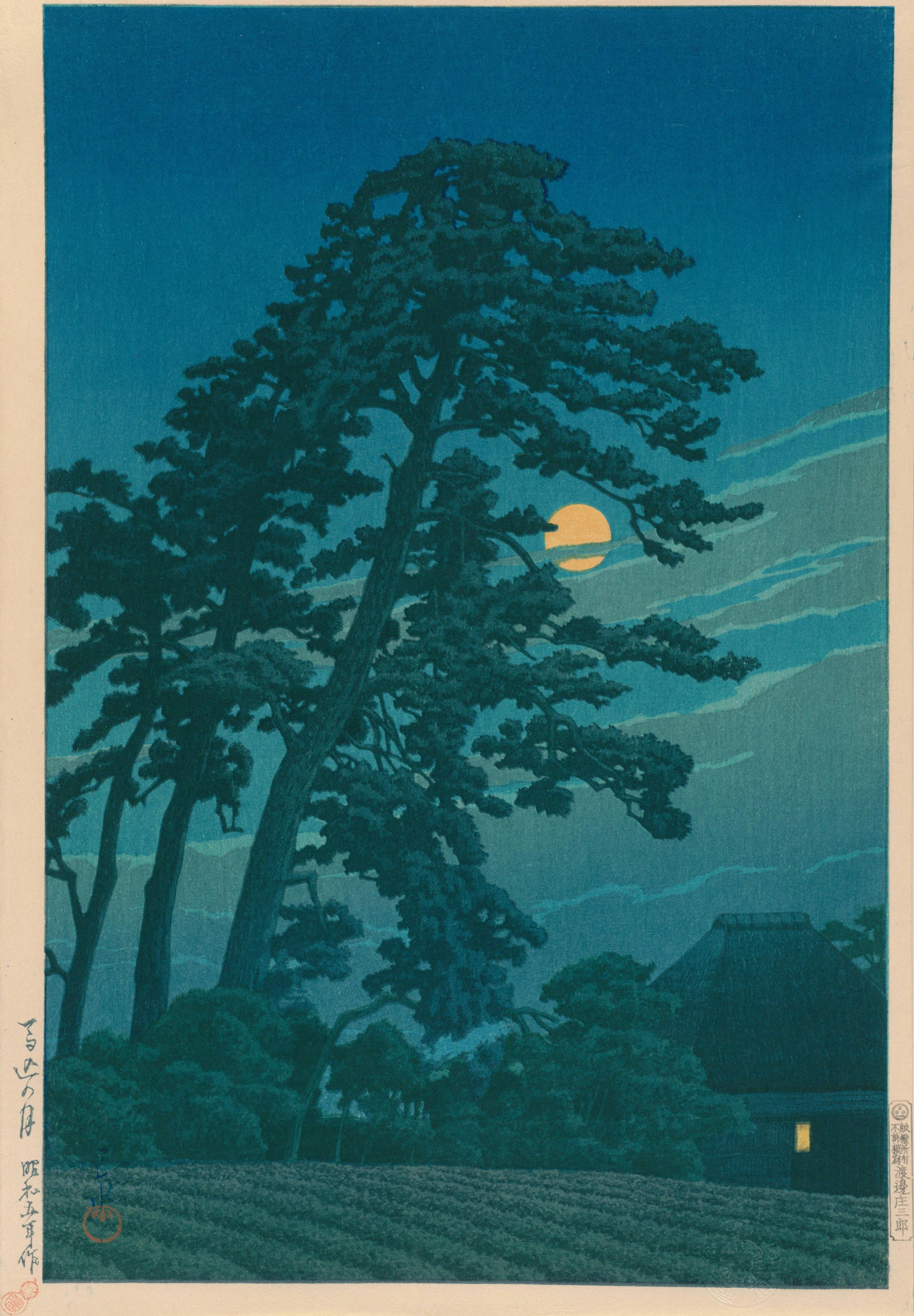
川瀬巴水「東京二十景 馬込の月」（1930年）

馬込の三本松（まごめのさんぼんまつ）は、東京都大田区北馬込二丁目にかつて存在した3本の松である。松そのものは、昭和初期に3本全てが失われて現存しないが、付近の交番、商店会、町会、バス停の名前にその呼び名を留めている。

## 歴史

### 由来
三本松があった地は、かつて松の木が多く生えていたことから、馬込村字松原との地名がつけられていて、その中でも目立った存在であった3本の松が、三本松と呼ばれるようになったと言われている。
3本の松の推定樹齢は500〜600年程度とされ、室町時代から戦国時代のいずれかの時期に遡ることができる。この当時、地元の農民が伊勢講を作り、伊勢参りから帰還したのち、伊勢神宮を祭るために記念の松を植えたとされ、そのうちの3本が大きく育ち、三本松の呼称が生まれたとされている。
「馬込風物誌」の著者、田澤恭二によると、同誌にて「幼い頃はちゃんと三本生えていた」との記述があり、田澤が幼少期を過ごした昭和初期には3本残されていたことが記録されている。
また、昭和3年（1928年）に書かれた「馬込村誌」には、「天照皇大御神ヲ祭ル祭日不定境内老松二三本アリ」とあり、昭和初期にはすでに老木であったことが伺われる。

### 消えた経緯
三本松がどのように消えていったかについては、昭和9年（1934年）の室戸台風時に3本のうち1本が折れた、戦時中に空爆の標的にならないように切り落とされた、戦後の昭和23年（1948年）には1本となっていた、など互いに矛盾するものを含むさまざまな証言が残されており、正確な経緯は不明である。ただ、三本松の脇の新馬込橋が昭和15年（1940年）に完成した際、東京都建設局が撮影した写真からは2本になった三本松が映りこんでいることが確認できる。

### 現在の姿

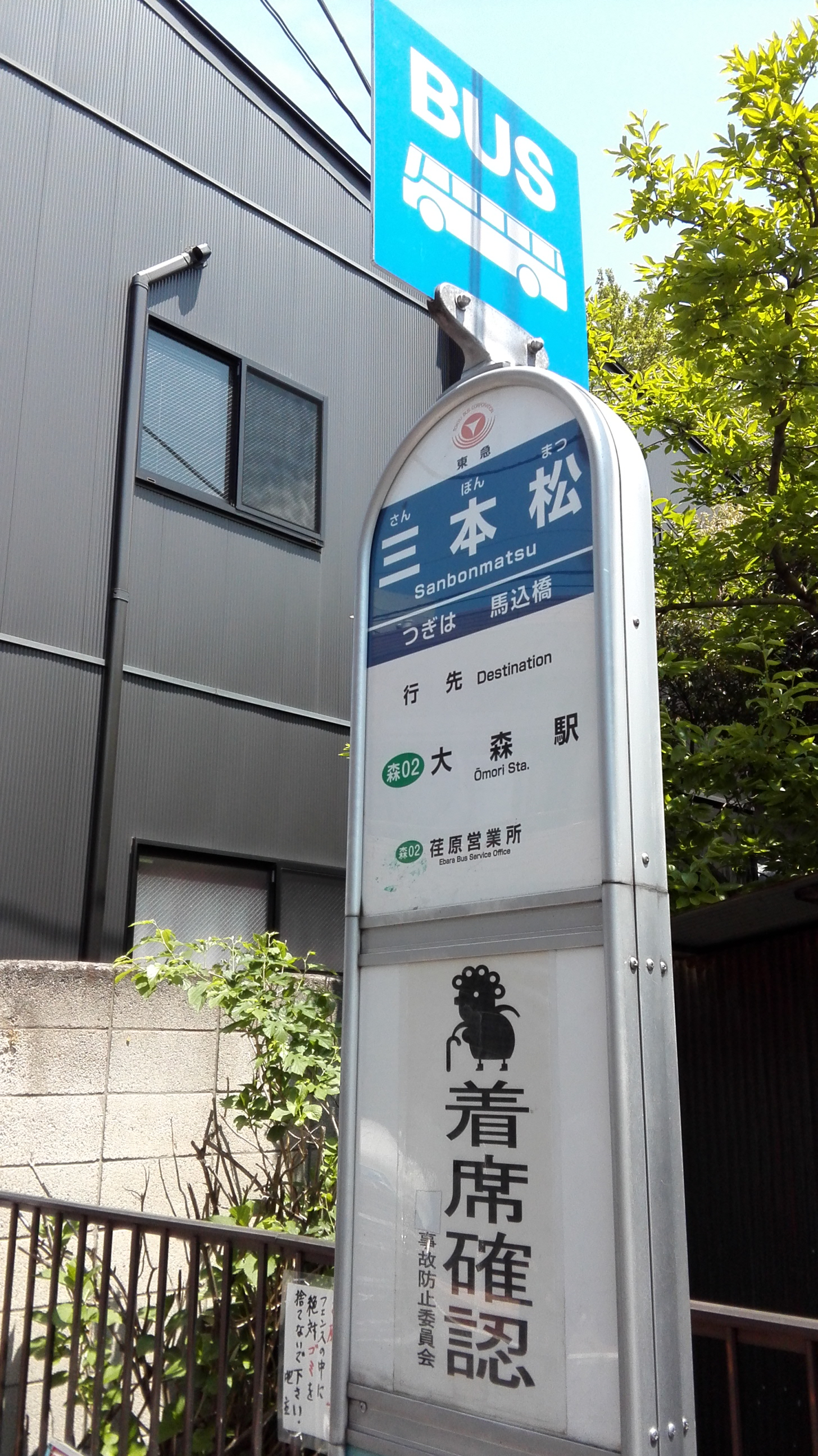
東急バスの「三本松」停留所

消えてしまった三本松の名残は、天祖神社内の三本松塚に加え、バスの停留所や交番、地元の商店会の名前にかろうじて残っている。また、かつて三本松が生えていた場所のすぐ脇にかかる新馬込橋に置かれた陶板には、すでに2本になっている昭和15年（1940年）時点の三本松の姿が捉えた写真が載せられている。

## 三本松と川瀬巴水

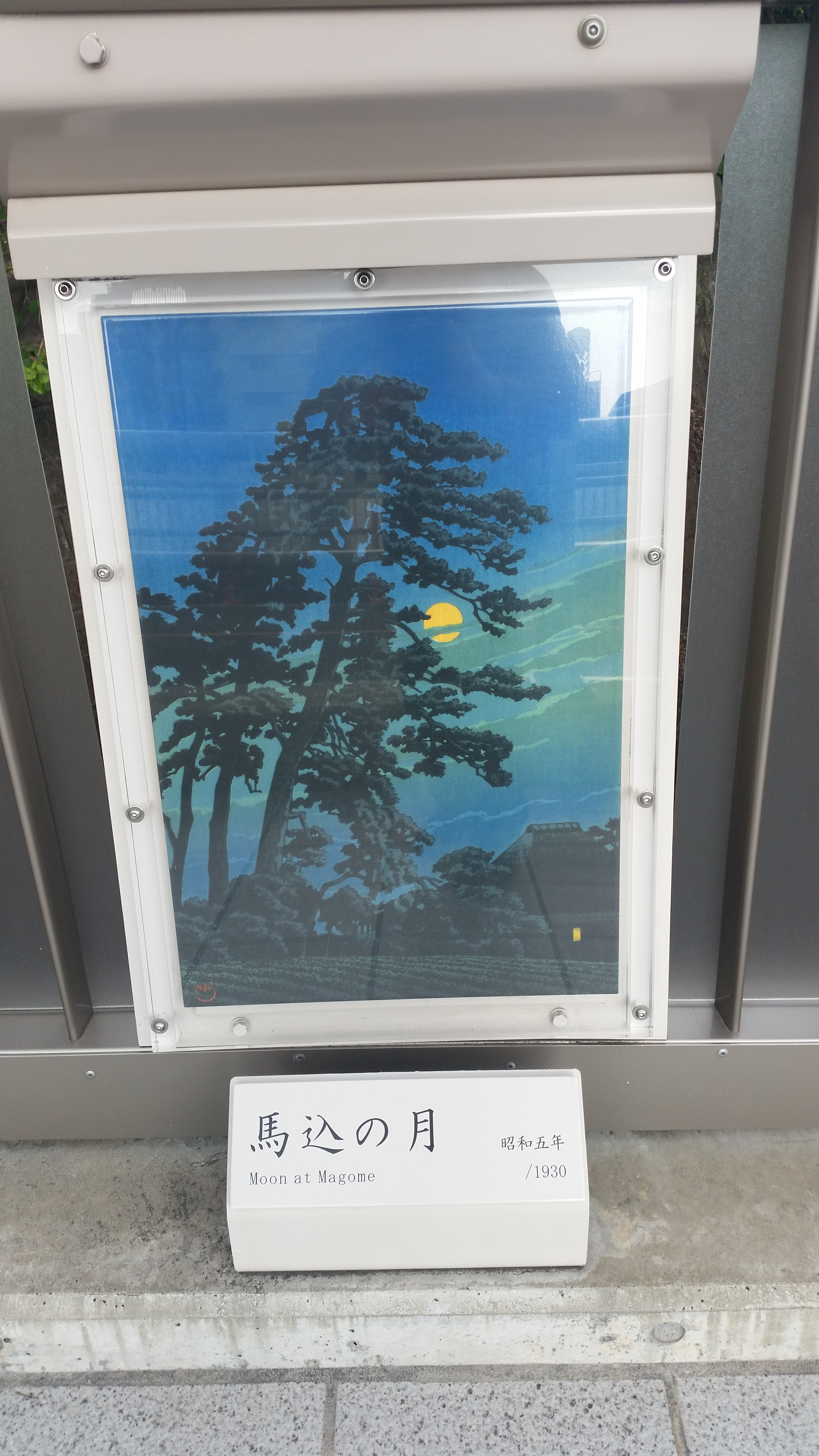
新馬米橋の橋脚にはめこまれた川瀬巴水作「馬込の月」のレリーフ。

三本松は、大正から昭和にかけて600点余の作品を残した風景版画家である川瀬巴水の作品「東京二十景　馬込の月」に、その姿が描かれている。新馬込橋の橋脚には川瀬巴水の作品のレリーフがはめ込まれており、「馬込の月」もそこに含まれている。

## 周辺の施設

### 新馬込橋

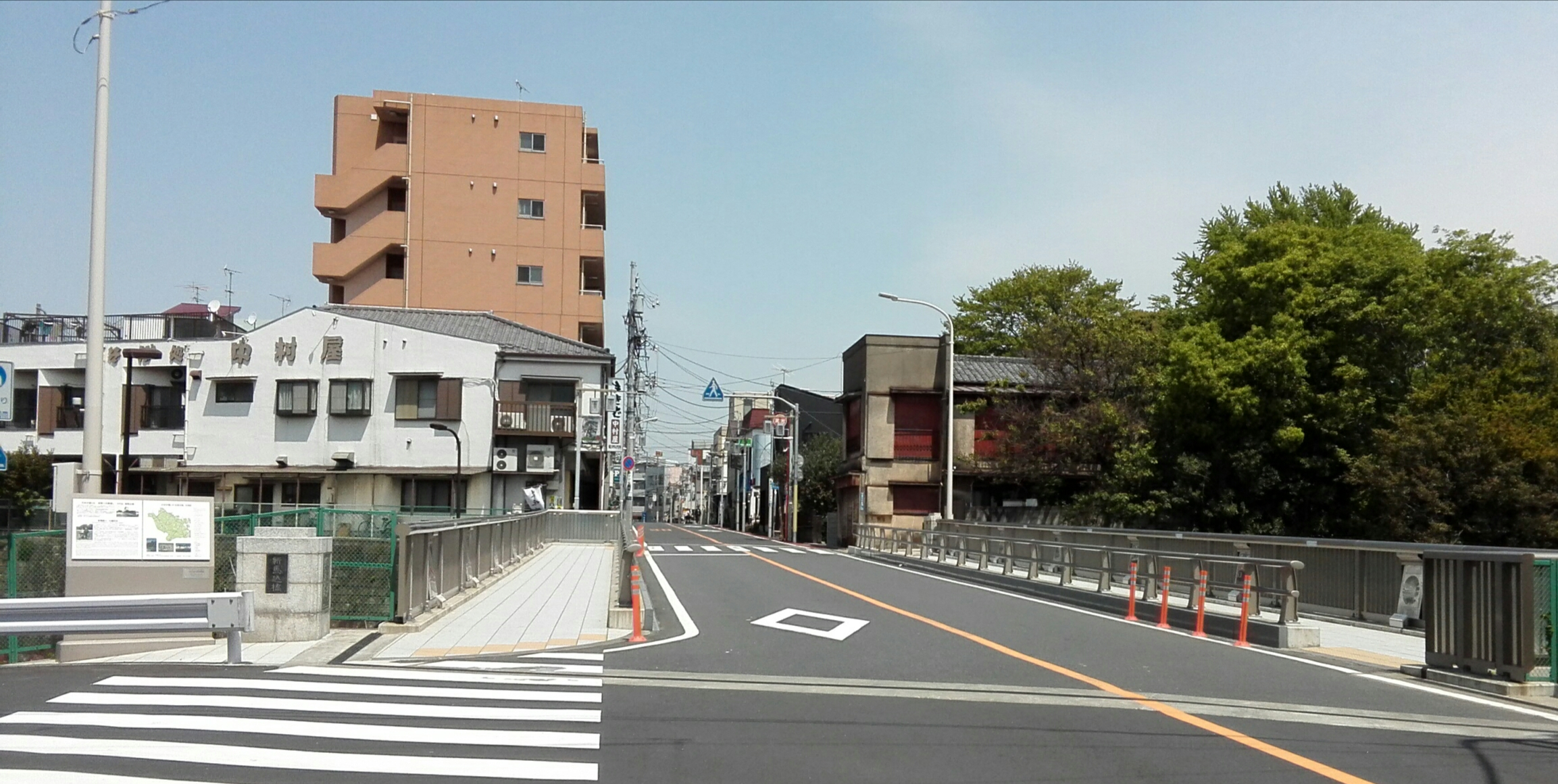
2017年現在の新馬込橋

東京都大田区の北馬込地区と中馬込地区を南北に結ぶ、東京都道318号環状七号線を跨ぐ橋梁。昭和14年（1939年）に架けられたが、地震対策、歩道と車道幅員の整備を目的に平成23年（2011年）に架替工事に着手、平成26年（2014年）6月22日に完成した。

### 交番
付近には、三本松の名前を留めている池上警察署三本松交番がある。

### 三本松塚

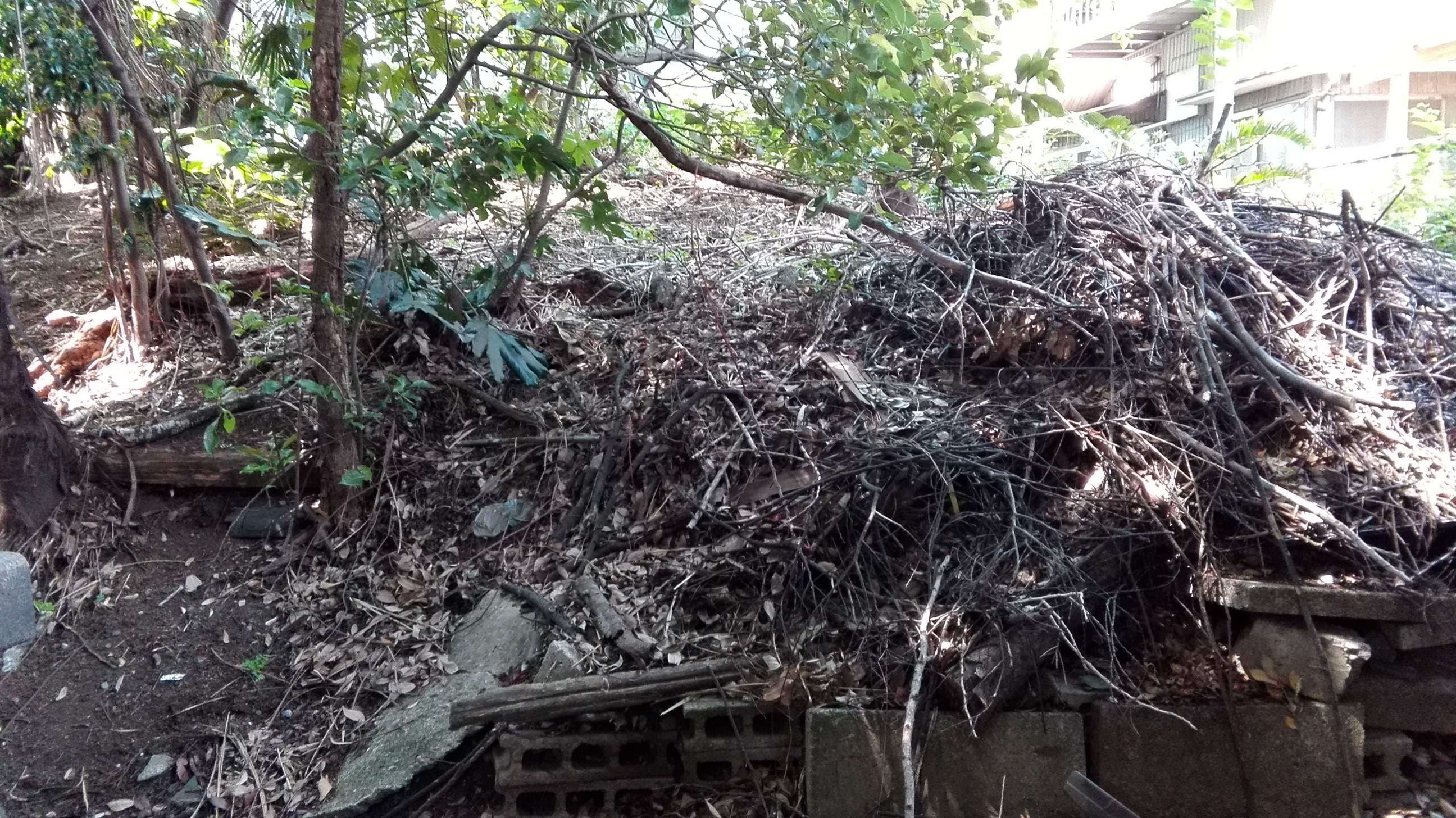
馬込の三本松塚

三本松が生えていた三本松塚は、天祖神社の社殿後方にある円墳状の塚である。かつては「北馬込三本松古墳」として古墳の扱いを受けていたが、平成4年（1992年）に実施された調査の結果、古墳の形跡は認められず、盛り土をされた塚である可能性が高いとされた。

### 中村屋
東急バスのバス停「三本松」の近くにある蕎麦屋。

### 商店会
馬込三本松通商店会として名が残っており、新馬込橋の完成を祝したバナーフラッグが掲げられている。

## 所在地・交通
東京都大田区北馬込二丁目28番13号 天祖神社内
- 都営浅草線 馬込駅から徒歩5分。
- 東急バス 三本松から徒歩1分。